# Guilherme Finkler
Guilherme Ozelame Finkler est un footballeur brésilien né le 24 septembre 1985 à Caxias do Sul.

## Statistiques
| saison    | club                                       | pays                |
| --------- | ------------------------------------------ | ------------------- |
| 2005-2006 | Juventude                                  | Brésil              |
| 2006-2007 | Wolverhampton Wanderers Excelsior Mouscron | Angleterre Belgique |
| 2007      | Ituano                                     | Brésil              |
| 2008      | Esportivo                                  | Brésil              |
| 2008-2009 | Caxias                                     | Brésil              |
| 2009      | Campinense                                 | Brésil              |
| 2010      | São José                                   | Brésil              |
| 2010-2011 | Criciúma                                   | Brésil              |
| 2011      | Brasil de Pelotas                          | Brésil              |
| 2012      | Criciúma                                   | Brésil              |
| 2012      | ABC                                        | Brésil              |
| 2012-2013 | Melbourne Victory                          | Australie           |
| 2018      | Sūduva                                     | Lituanie            |

## Palmarès
- Championnat d'Australie en 2015